# Victor Dvoskin
Victor Dvoskin (eigentlich Wiktor Borissowitsch Dwoskin, russisch Виктор Борисович Двоскин; * 21. Juni 1948 in Dnepropetrowsk) ist ein aus der Sowjetunion stammender, US-amerikanischer Jazz-Bassist, Komponist und Hochschullehrer.
Dvoskin war ab Anfang der 1970er Jahre als Musiker aktiv und in den 1980er Jahren einer der bekanntesten Jazz-Bassisten in der früheren Sowjetunion. Er war neun Jahre Mitglied der Formation Allegro, die von dem Pianisten Nick Levinovsky geleitet wurde. 1988 kam er als Mitglied des Igor Bril Trios erstmals in die USA, wo sie im New Yorker Village Vanguard auftraten.
Dvoskin emigrierte dann 1993 in die Vereinigten Staaten und ließ sich in Washington, D.C. nieder. Er hatte ein eigenes Quartett und arbeitete außerdem mit Gary Burton und Don Alias; er war Mitglied des Ensembles Partners of Crime mit Ryan Kisor und Paul Bollenback sowie einer russisch-amerikanischen Band, die von Louis Scherr geleitet wurde, Jazznost. Dessen Album Joint Venture, das auf Timeless Records erschien, enthielt sechs Kompositionen von Dvoskin.
1990 entstand live Dvoskins erstes Album unter eigenem Namen, als ein Auftritt seines Quartetts aus russischen Musikern beim Grenoble Jazz Festival mitgeschnitten wurde. Victor Dvoskin tourte mehrmals durch Russland, u.,a mit der Sängerin René Marie, außerdem durch Frankreich und Israel. Er arbeitete außerdem mit Joe Henderson, Bobby Hutcherson, Gary Bartz, Joe Locke, Jeff Tain Watts, Nick Brignola, Jon Faddis und Christian McBride.
Dvoskin veröffentlichte im Jahr 2000 das Album There’s a Small Hotel; er unterrichtet an der Towson University und der Virginia Commonwealth University in Richmond (Virginia).